# Odysseus återkomst
Odysseus återkomst till fosterlandet (italienska: Il ritorno d'Ulisse in patria) är en opera med prolog och fem akter med musik av Claudio Monteverdi. Libretto av Giacomo Badoaro efter Homeros epos Odysséen.

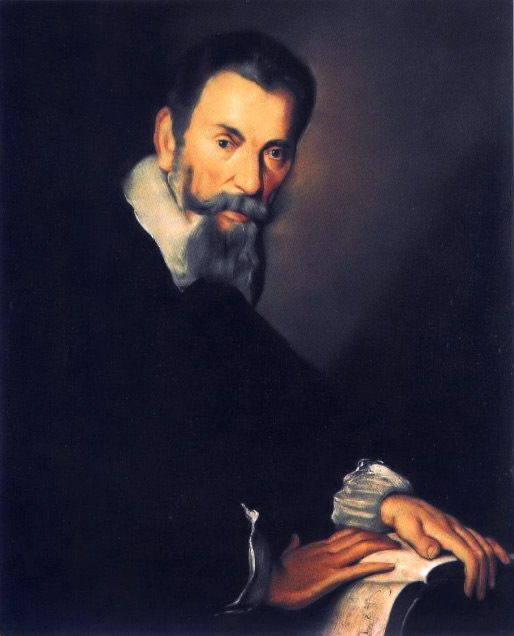
Claudio Monteverdi

## Historia
I motsats till Monteverdis första operor skrevs Odysseus återkomst inte för hovet utan för världens första offentliga operahus som öppnades 1637 i Venedig, där Monteverdi var kapellmästare i Markuskyrkan. Man vet att operan uppfördes första gången på Teatro Santi Giovanni e Paolo i Venedig i februari 1640 och på nytt i Bologna senare på året. Tidigare antog man att föreställningen i Venedig under karnevalssäsongen 1641 var de första.
Länge trodde man att musiken hade gått förlorad men 1880 fann man en samtida avskrift i Nationalbiblioteket i Wien. På grund av den bristande överensstämmelsen mellan partituret och den libretto som finns bevarad i Venedig har äktheten betvivlats, men ingående stilanalyser har visat att det verkligen rör sig om en av Monteverdis sena operor. Originalversionen publicerades inte förrän 1923.  
Idag spelas vanligen en version av Luigi Dallapiccola från 1942, där prologen har uteslutits och de fem akterna reducerats till tre. Svensk premiär på Kungliga Operan i Stockholm 25 november 1965 (gästspel).

## Om operan
Berättelsen om Odysseus (Ulisses) långa irrfärder var särskilt betydelsefull för hamn- och handelsstaden Venedig. Den sjöfarande befolkningen var som ingen annan medveten om människans bräcklighet. I de tidiga venetianska operorna spelade havet en viktig roll inte bara som skådeplats för handlingen, utan man föreställde sig även havet som en mäktig gudom. Monteverdis senare operor omfattar en kosmisk världsbild där inte bara människorna utan även gudarna kämpar om makt och inflytande. De griper in i människornas öden och gynnar eller straffar de dödliga.

### Monteverdis återkomst på operascenen
Mellan Monteverdis första musikdramatiska verk Orfeo och hans nästa fullständigt bevarade opera Odysseus återkomst ligger 33 år. Monteverdi avhöll sig dock inte från att komponera dramatisk musik under den här tiden men öppnandet av de första offentliga operahusen i Venedig och det livliga intresset för operaföretagen lockade den åldrande Monteverdi till att på nytt vända sig till den sceniska musiken. Nu ställdes han inför andra utmaningar än han hade mött 33 år tidigare. I Venedig komponerade man inte operor för en begränsad aristokratisk krets, utan för folk från skilda samhällsklasse. Publiken väntade sig att såväl librettisten som kompositören skulle tillhandahålla en spännande, realistisk handling med effektfulla och kontrastrika scener, intressanta rollgestalter och med spektakulära effekter för scenmaskineriet. Monteverdis båda sena operor uppfyllde publikens förväntningar med glans.

## Personer
- L'humana fragilità/Den mänskliga bräckligheten (Sopran)
- Il tempo/Tiden (Bas)
- La Fortuna/Ödet (Sopran)
- Amore/Eros (Sopran)
- Giove/Zeus (Tenor)
- Nettuno/Poseidon (Bas)
- Minerva/Athena (Sopran)
- Giunone/Hera (Sopran)
- Ulisse/Odysseus (Sopran)
- Penelope, hans hustru (Sopran)
- Telemaco/Telemachos, Ulisses son (Tenor)
- Penelopes friare:
  - Antinoo/Antinoos (Bas)
  - Pisandro/Peisandros (Tenor)
  - Anfinomo/Amfinomos (Countertenor)
- Melanto, Penelopes tjänarinna (Sopran)
- Eurimarco/Eurymachos, Melantos älskare (Tenor)
- Eumete/Eumaios, Odysseus herde (Sopran)
- Iro/Iros, en tölpaktig parasit bland friarna (Tenor)
- Ericlea/Eurykleia, Odysseus amma (Mezzosopran)
- Fajaker, himmelska väsen, havsväsen (kör)

## Handling
Prolog
L'humana fragilitá gör Il tempo, den vankelmodiga La Fortuna och Amore ansvariga för människans svåra ödeslott.
Akt I
Den kyska Penelope väntar sedan många år på hennes make Ulisse skall komma hem. Hon beklagar sin ensamhet och den förnedring hon tvingas utstå genom de påträngande friarnas uppvaktning. Hennes tjänarinna Melanto njuter tillsammans med Eurimaco av kärleken och råder härskarinnan att ingå ett nytt äktenskap. Ulisses hemkomst förhindras av Nettuno, eftersom han har dödat en av havsgudens söner. Den kringdrivande Ulisse har nu med fajakernas och Minervas hjälp förts till Ithakas stränder. Nettuno förvandlar visserligen fajakernas skepp till en klippa, men Minerva hjälper sin skyddsling. Hon berättar för honom allt som hänt och förvandlar honom till en skröplig gammal tiggare. I denna skepnad skall han med den trogne herden Eumetes hjälp besegra friarna.
Akt II
Minerva sammanför far och son. Ulisse ger sig tillkänna för Telemaco. I palatset blir situationen ohållbar för Penelope, eftersom friarna blir alltmer påträngande. Eumete tillkännager Ulisses snara hemkomst. Bara nämnandet av hjältens namn får friarna att darra. De vill före Ulisses återkomst tvinga Penelope att välja en make, för att sedan mörda Telemaco. Minerva yppar sin plan för Ulisse. Hon skall låta Penelope föreslå att friarna utmanar tiggaren till ett envig. Minerva skall själv sedan bistå Ulisse. Ulisse kommer till palatset i tiggarens skepnad utan att någon känner igen honom. Iro hånar honom, men blir satt på plats. Penelope föreslår de otåliga friarna ett vad: Den som förmår spänna Ulisses båge ska hon äkta. Alla misslyckas, utom tiggaren. Med sin pilar dödar han friarna.
Akt III

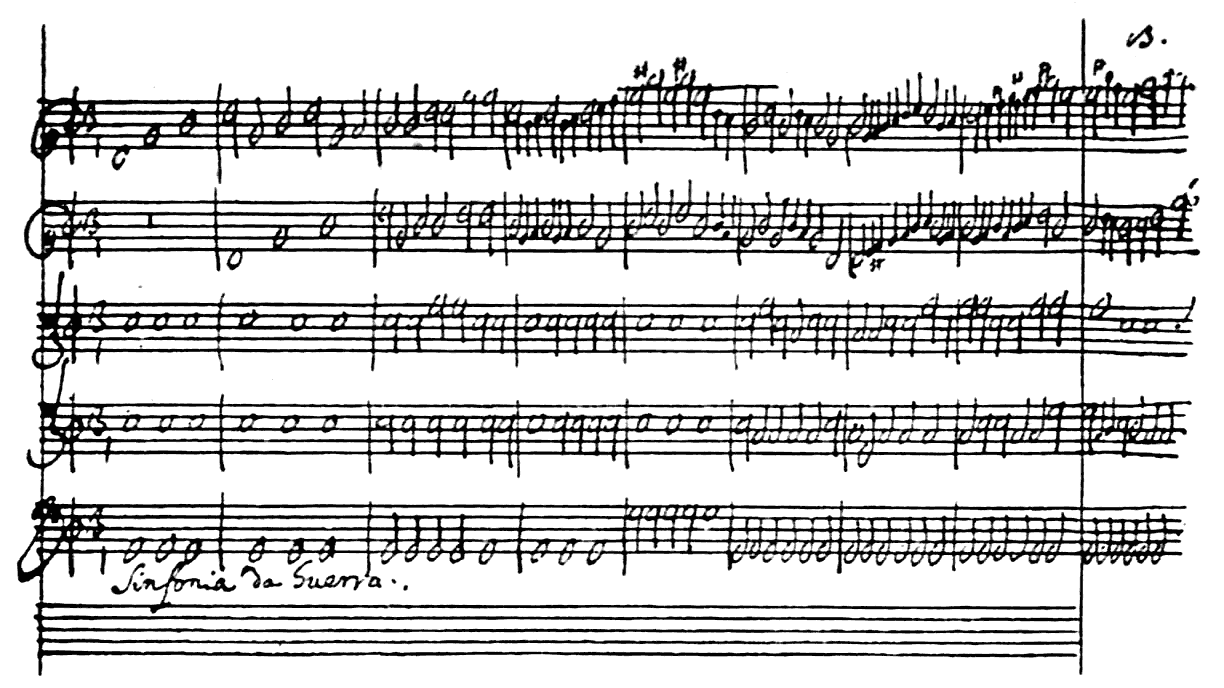
Del av Monteverdis noter.

Eftersom Iro inte längre kan leva på friarnas bekostnad, begår han självmord. Penelope kan inte tro att den gamle tiggaren är Ulisse. Melanto delar hennes tvivel. Varken den trogne herden Eumete eller sonen lyckas övertyga dem om tiggarens rätta identitet. Gudarna förhindrar människornas lycka. Minerva och Juno ber Giove att låta den hårt prövade Ulisse finna frid och ro. Gudafadern lyckas hos Nettuno utverka nåd för Ulisse, som tvingats utstå så många irrfärder. Amman känner på den förmente tiggarens fötter igen ett gammalt ärr som Ulisse har. Inte heller detta duger för Penelope. Till och med när Ulisse uppenbarar sig för henne i sin egen gestalt tror hon sig vara bedragen av gudarna. Först när Ulisse tillkännager en hemlighet som endast de båda känner till, mönstret på täcket till den äkta sängen, omfamnar Penelope äntligen sin hemkomne make.